# Mick Fanning
Michael Eugene "Mick" Fanning (New South Wales, 13 de junho de 1981), também conhecido como Eugene, é um surfista profissional, tricampeão mundial do WCT, tendo conquistados os títulos de 2007, 2009 e 2013.

## Biografia
Fanning aprendeu a surfar aos cinco anos de idade em New South Wales, mas não levou a sério o esporte até sua família se mudar para Tweed Heads, quando tinha doze anos. No limite da fronteira de Queensland, Fanning teve acesso a um surfe épico, e assim começou a fazer seu nome.
Em 1997, se firmou como um dos melhores surfistas a dominar os picos de Queensland, chegando entre os três melhores no campeonato nacional. Também saiu vitorioso quando entrou em 2001 como wild card no Rip Curl Pro em Bells Beach, vencendo um dos mais disputados eventos australianos. Terminou 2002 como revelação do ano, vencendo o Billabong Pro em Jeffrey's Bay após vencer o World Qualifying Séries (WQS) e conseguir uma vaga na elite mundial em 2002. O ano de 2007 foi marcado pela sua sétima participação na Foster's ASP World Tour desde 2002, e sua nona participação no WQS desde 1998. Iniciou sua campanha de 2007 no WCT com uma vitória no Quiksilver Pro, o primeiro evento da Foster's ASP World Tour, se posicionando no topo da classificação. 

Mick Fanning sagrou-se bicampeão mundial quando faturou o WCT em 2009.
Em critério de ondas, prefere Points Breaks, sobre fundo de areia. Fanning é regular foot, ou seja, sua base em cima da prancha consiste da perna esquerda na frente e a perna direita atrás.
Ele faz parte de um grupo de surfistas australianos, chamado "Cooly Kids". Seus participantes são: Mick Fanning, Joel Parkinson e Dean Morrison, todos surfistas conhecidos e respeitados.
Atualmente, com 34 anos, mora em Tweed Heads, Austrália. A mãe e o pai se divorciaram quando Mick tinha um ano de idade. Ele é um de cinco crianças (quatro meninos e uma menina), se casou em Março de 2008, com a estudante e modelo Karissa Daltom.
Em 19 de julho de 2015 a final do J-Bay Open de 2015 entre Mick Fanning e Julian Wilson foi interrompida com um ataque de tubarão. Um tubarão atacou Mick, mas ele reagiu e não se feriu. A competição foi interrompida pelo incidente, ficando a final neutralizada com os dois surfistas a ganharem o segundo lugar.
Em 2016 Mick resolveu tirar um ano sabático e informou que só iria disputar algumas etapas, uma dela á etapa de J-Bay onde marcou seu retorno com uma vitória sobre o havaiano John John Florence.

### Os desastres
Enquanto treinava nas perfeitas ondas da Indonésia, Fanning machucou a perna, rompendo o tendão: "Eu fiz um floater e desci onde a onda estava quebrando e ela me pegou por trás. Minha perna da frente esticou e a de trás estava fora da prancha. Eu estirei totalmente o tendão da coxa", disse, após um tempo do incidente. Ele ficou seis meses sem surfar. Porém, o maior desastre que ocorreu na vida de Fanning, com certeza, foi um trágico acidente de automóvel ocorrido no dia 14 de agosto de 1998, que tirou a vida de seu irmão mais velho, Sean, quando Mick tinha dezessete anos.

## Estatísticas
- Títulos Mundiais ASP: 3 (2007;2009;2013)
- Vitórias no WCT: 22
- Mick Fanning ganhou em sua carreira, até hoje, US$ 2.584.120 .
- 2007 é o 6º ano em que Mick disputa a ASP World Tour, ele começou em 2002.
- 2007 é o 10º ano que Mick Fanning vai ao ASP WQS, ele começou em 1998.
- Mick conseguiu um 1º lugar no ASP WQS em 2001.

## Vitórias em Competições
- 2016 – J-Bay Open (Jeffreys Bay, África do Sul)
- 2015 – Rip Curl Pro (Bell’s Beach, Torquay, Austrália), Hurley Pro (California, EUA), Vans World Cup Of Surf (Sunset Beach, Havai)
- 2014 – Rip Curl Pro (Bell’s Beach, Torquay, Austrália), J-Bay Open (Jeffreys Bay, África do Sul),  Rip Curl Pro Portugal (Portugal,Peniche)
- 2009 – Quiksilver Pro (França), Hurley Pro (California); Rip Curl Pro Search (Portugal,Peniche)
- 2007 – Quiksilver Pro (Gold Coast, Austrália), Quiksilver Pro (França), Hang Loose Santa Catarina Pro (Imbituba, Brasil)
- 2006 – Billabong Pro (Jeffreys Bay, África do Sul), Festival Nova Schin (Imbituba, Brasil)
- 2005 – Rip Curl Search (Saint Leu, Reunion Island), Quiksilver Pro (Gold Coast, Austrália), Energy Australia Open (Newcastle, Austrália) (WQS)
- 2002 – Billabong Pro (Jeffreys Bay, África do Sul)
- 2001 – Rip Curl Pro (Bell’s Beach, Torquay, Austrália)

## Filmes
- Rip Curl - Blowing Up
- Rip Curl - Chocolate Barrels
- Mick Fanning - The Fire
- RipCurl - Somewhere
- Billabong - Three Degrees
- Mick Fanning - Mick, Myself and Eugene
- Australian Surfline - The Movement
- Mick Fanning - Lighting Strikes
- Rip Curl - The Search - Bali 2008
- Campaign
- A Day in the Life
- Momentum Under the Influence
- Wake Up 2